# Anna Spencerová, hraběnka ze Sunderlandu (1683–1716)
Anna Spencerová, hraběnka ze Sunderlandu (27. února 1683 – 15. dubna 1716), rozená Churchillová, byla třetí dcerou Johna Churchilla, vévody z Marlborough a Sarah Churchillové, vévodkyně z Marlborough. Když byl její otec císařem říše římské Josefem I. jmenován suverénním princem, byla také Anna princeznou Svaté říše římské a později knížectví Mindelheim.
Mezi její potomky patřili Winston Churchill a princezna Diana.

## Manželství a potomci
2. ledna 1700 se Anna provdala za Charlese Spencera, 3. hraběte ze Sunderlandu, s nímž měla pět dětí:
- Robert Spencer, 4. hrabě ze Sunderlandu (24. října 1701 – 27. listopadu 1729).
- Anna Spencerová (1702 – 19. února 1769). Provdala se za Williama Batemana, 1. vikomta Batemana.
- Charles Spencer, 3. vévoda z Marlborough (22. listopadu 1706 – 20. října 1758).
- John Spencer (13. května 1708 – 19. června 1746).
- Diana Russellová, vévodkyně z Bedfordu (1710 – 27. září 1735). Provdala se za Johna Russella, 4. vévodu z Bedfordu.

Sňatkem se Anna stala Lady Spencerovou.
V letech 1702 až 1712 zastávala úřad Lady of the Bedchamber královny Anny.
Sňatkem byla Anna od 28. září 1702 titulována jako hraběnka ze Sunderlandu.
Titul vévody z Marlborough zdědil po její starší sestře Henriettě Annin syn Charles.
Anna zemřela 15. dubna 1716 a byla pohřbena 24. dubna 1716 v Bringtonu, Northamptonshire.